# Jessie Burton

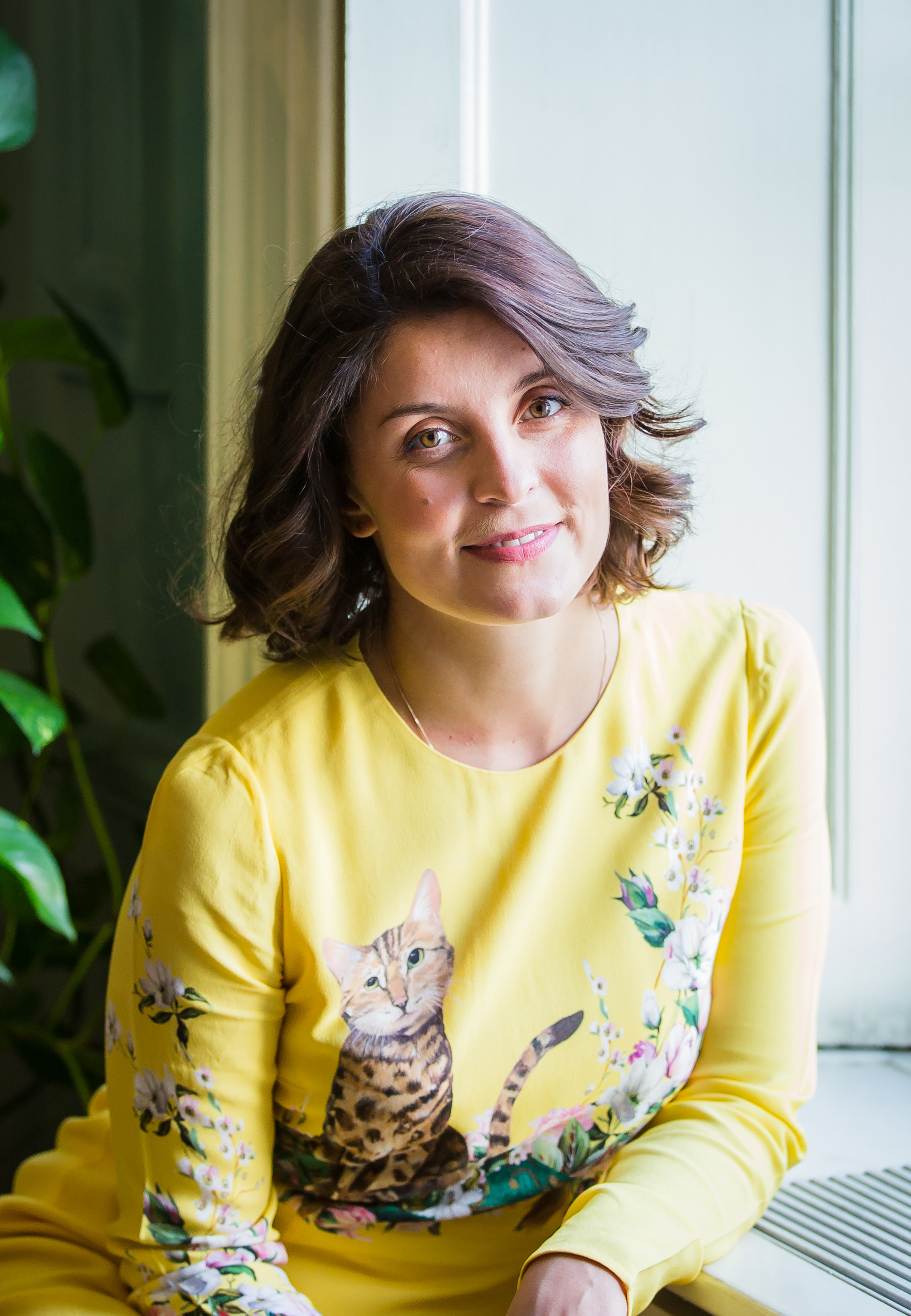
Jessie Burton

Jessie Burton (geboren 1982 in London) ist eine  britische Schriftstellerin.

## Leben
Jessie Burton studierte Englisch und Spanisch an der Oxford University und absolvierte eine Ausbildung als Schauspielerin an der Central School of Speech and Drama. Sie erhielt kleinere Rollen am Royal National Theatre in London und an anderen britischen Theatern.
Burton schreibt Essays, die u. a. im Wall Street Journal, The Independent und Vogue veröffentlicht wurden. Ihr erster Roman The Miniaturist stand 2014 auf der Longlist des Walter Scott Prize for historical fiction und erhielt mehrere Auszeichnungen, darunter in zwei Kategorien der Specsavers National Book Awards. Der Bestseller wurde in mehrere Sprachen übersetzt. Burton lebt in London.

## Werke
Erwachsenenromane
- 2014 The Miniaturist
  - Die Magie der kleinen Dinge, dt. von Karin Dufner; Limes Verlag, München 2015, ISBN 978-3-8090-2647-1.
- 2016 The Muse
  - Das Geheimnis der Muse, dt. von Peter Knecht; Insel Verlag, Berlin 2018, ISBN 978-3-458-36329-3.
- 2019 The Confession.
  - Die Geheimnisse meiner Mutter, dt. von Peter Knecht; Insel Verlag, Berlin 2020, ISBN 978-3-458-17842-2.
- The House of Fortune
  - Das Haus an der Herengracht, dt. von Peter Knecht; Insel Verlag, Berlin 2023, ISBN 978-3-458-68263-9.

Kinderbücher
- 2018 The Restless Girls
- 2021 Medusa